# Europees kampioenschap zeilwagenrijden 1964
Het Europees kampioenschap zeilwagenrijden 1964 was een door de Internationale Vereniging voor Zeilwagensport (FISLY) georganiseerd kampioenschap voor zeilwagenracers. De 2e editie van het Europees kampioenschap vond plaats in het Belgische De Panne. 

## Uitslagen
| klasse   | Goud                 | Zilver          | Brons         |
| -------- | -------------------- | --------------- | ------------- |
| Klasse 1 | Louis de Terschueren | Raymond Bergman | Christian Nau |

1963 ·
1964 ·
1965 ·
1966 ·
1967 ·
1968 ·
1969 ·
1970 ·
1971 ·
1972 ·
1973 ·
1974 ·
1975 ·
1976 ·
1977 ·
1978 ·
1979 ·
1980 ·
1981 ·
1982 ·
1983 ·
1984 ·
1985 ·
1986 ·
1987 ·
1988 ·
1989 ·
1990 ·
1991 ·
1992 ·
1993 ·
1994 ·
1995 ·
1996 ·
1997 ·
1998 ·
1999 ·
2000 ·
2001 ·
2002 ·
2003 ·
2004 ·
2005 ·
2006 ·
2007 ·
2009 ·
2010 ·
2011 ·
2013 ·
2015 ·
2016 ·
2017 ·
2019 ·
2020 ·